# Алгоритм Дойча — Йожи

Квантова схема алгоритму Дойча — Йожи для функції f, що залежить від n змінних. H — оператор Адамара. U_{f} — запит фази. Нижній кубіт — допоміжний, що використовується для запиту фази.

Алгоритм Дойча — Йожи (іноді алгоритм Дойча — Джози, англ. Deutsch–Jozsa algorithm) — квантовий алгоритм, запропонований Девідом Дойчем і Річардом Йожею в 1992 році й вдосконалений Річардом Клівом, Артуром Екертом, К'ярою Маккіавелло й Мішелем Моска в 1998 році. Цей алгоритм став одним із перших прикладів алгоритму для квантового комп'ютера. Завдяки використанню квантової сплутаності й принципу суперпозиції такий алгоритм має значний приріст швидкості виконання в порівнянні з відповідним класичним аналогом.
Задача Дойча — Йожи полягає у визначенні, чи є функція двійкової змінної {\displaystyle f(n)} константою (тобто, набуває або значення 0, або значення 1 за будь-яких аргументів) або збалансованою (для половини області визначення набуває значення 1, для іншої половини — значення 0). При цьому вважається, що функція a priori є або константою, або збалансованою.
Для розв'язання цієї задачі класичний детермінований алгоритм має виконати в найгіршому випадку {\displaystyle 2^{n-1}+1} обчислень функції {\displaystyle f}. Класичний детермінований алгоритм потребує меншого часу, щоб дати правильну відповідь із високою ймовірністю. Але в будь-якому разі для отримання правильної відповіді з одиничною ймовірністю потрібно виконати {\displaystyle 2^{n-1}+1} обчислень. Алгоритм Дойча — Йожи завжди дає правильну відповідь, виконуючи лише одне обчислення функції {\displaystyle f}.
Якщо функція {\displaystyle f} незбалансована, то алгоритм може дати відповідь «константа» з деякою ймовірністю, причому при збільшенні різниці між кількістю «0» і «1» збільшується й ця ймовірність.
Алгоритм Дойча — Йожи оснований на схожому алгоритмі (алгоритм Дойча, розроблений Девідом Дойчем у 1985 році), який є частковим випадком першого. В цьому алгоритмі функція {\displaystyle f(x_{1})} є функцією однієї змінної, на відміну від функції багатьох змінних {\displaystyle f(x_{1},...,x_{n})}, яка використовується в алгоритмі Дойча — Йожи.

## Алгоритм Дойча— Йожи
На вході алгоритму маємо (n+1)-кубітовий стан {\displaystyle |0\rangle ^{\otimes n}|1\rangle }. Тобто, останній кубіт знаходиться в стані {\displaystyle |1\rangle }, а інші n кубітів — стані {\displaystyle |0\rangle }. До кожного кубіту застосовується оператор Адамара для отримання стану:
{\displaystyle {\frac {1}{\sqrt {2^{n+1}}}}\sum _{x=0}^{2^{n}-1}|x\rangle (|0\rangle -|1\rangle )}
Функція {\displaystyle f} в алгоритмі грає роль квантового оракула, який перетворює стан {\displaystyle |x\rangle |y\rangle } на стан {\displaystyle |x\rangle |y\oplus f(x)\rangle }. Звертання до оракула призводить до наступної зміни стану:
{\displaystyle {\frac {1}{\sqrt {2^{n+1}}}}\sum _{x=0}^{2^{n}-1}|x\rangle (|f(x)\rangle -|1\oplus f(x)\rangle )}.
Оскільки для кожного {\displaystyle x} функція {\displaystyle f(x)} дорівнює або 0, або 1, то вираз для стану спрощується:
{\displaystyle {\frac {1}{\sqrt {2^{n+1}}}}\sum _{x=0}^{2^{n}-1}(-1)^{f(x)}|x\rangle (|0\rangle -|1\rangle )}.
Після цього кроку останній кубіт, який є допоміжним, можна відкинути. До кожного з n кубітів, що залишилися, знову застосовується оператор Адамара, який змінює стан так:
{\displaystyle {\frac {1}{2^{n}}}\sum _{x=0}^{2^{n}-1}(-1)^{f(x)}\sum _{y=0}^{2^{n}-1}(-1)^{x\cdot y}|y\rangle ={\frac {1}{2^{n}}}\sum _{y=0}^{2^{n}-1}\left[\sum _{x=0}^{2^{n}-1}(-1)^{f(x)}(-1)^{x\cdot y}\right]|y\rangle ,}
де {\displaystyle x\cdot y=x_{0}y_{0}\oplus x_{1}y_{1}\oplus \cdots \oplus x_{n-1}y_{n-1}} — побітовий добуток.
Зрештою, вимірюючи стан {\displaystyle |0\rangle ^{\otimes n}}, отримуємо на виході алгоритму ймовірність
{\displaystyle {\bigg |}{\frac {1}{2^{n}}}\sum _{x=0}^{2^{n}-1}(-1)^{f(x)}{\bigg |}^{2},}
яка дорівнює 1, якщо функція {\displaystyle f} — константа, і 0, якщо вона збалансована.

## Алгоритм Дойча
Алгоритм Дойча — це частковий випадок алгоритму Дойча — Йожи: тепер функція {\displaystyle f} є функцією однієї змінної. Задачею цього алгоритму є перевірка умови {\displaystyle f(0)=f(1)}. Або, що те ж саме, обчислення {\displaystyle f(0)\oplus f(1)} (де {\displaystyle \oplus } — операція додавання за модулем 2, яка може бути представлена вентилем CNOT): якщо цей вираз дорівнює 0, то {\displaystyle f} — константа.
На вході алгоритму маємо двокубітний стан {\displaystyle |0\rangle |1\rangle }. До кожного з кубітів застосовується оператор Адамара, що призводить до зміни стану:
{\displaystyle {\frac {1}{2}}(|0\rangle +|1\rangle )(|0\rangle -|1\rangle ).}
Як і в минулому випадку {\displaystyle f} грає роль квантового оракула, який змінює стан {\displaystyle |x\rangle |y\rangle } на {\displaystyle |x\rangle |f(x)\oplus y\rangle }. Звертання до оракула дає:
{\displaystyle {\frac {1}{2}}(|0\rangle (|f(0)\oplus 0\rangle -|f(0)\oplus 1\rangle )+|1\rangle (|f(1)\oplus 0\rangle -|f(1)\oplus 1\rangle ))=}
{\displaystyle ={\frac {1}{2}}((-1)^{f(0)}|0\rangle (|0\rangle -|1\rangle )+(-1)^{f(1)}|1\rangle (|0\rangle -|1\rangle ))=}
{\displaystyle =(-1)^{f(0)}{\frac {1}{2}}(|0\rangle +(-1)^{f(0)\oplus f(1)}|1\rangle )(|0\rangle -|1\rangle ).}
Відкидаючи другий (допоміжний) кубіт і фазу {\displaystyle (-1)^{f(0)}}, загострюємо увагу на стані
{\displaystyle {\frac {1}{\sqrt {2}}}(|0\rangle +(-1)^{f(0)\oplus f(1)}|1\rangle ),}
до якого знову застосовується оператор Адамара:
{\displaystyle {\frac {1}{2}}(|0\rangle +|1\rangle +(-1)^{f(0)\oplus f(1)}|0\rangle -(-1)^{f(0)\oplus f(1)}|1\rangle )=}
{\displaystyle ={\frac {1}{2}}((1+(-1)^{f(0)\oplus f(1)})|0\rangle +(1-(-1)^{f(0)\oplus f(1)})|1\rangle ).}
Тепер можна виконати вимірювання стану першого кубіта. Легко бачити, що якщо вимірювання дає 0, то {\displaystyle f(0)\oplus f(1)=0}, тобто функція є константою. Якщо ж вимірювання дає 1, то {\displaystyle f(0)\oplus f(1)=1}, і функція є збалансованою.

## Виноски
1. ↑  Deutsch D., Jozsa R. Rapid solutions of problems by quantum computation // Proceedings of the Royal Society of London A. — 1992. — Т. 439. — С. 553. (рос. переклад: Дойч Д., Джозса Р. Быстрое решение задач с помощью квантовых вычислений // Квантовый компьютер и квантовые вычисления (том II). — Ижевск : РХД, 1999. — 288 с.)
2. ↑  Cleve R., Ekert A., Macchiavello C., Mosca M. Quantum algorithms revisited // Proceedings of the Royal Society of London A. — 1998. — Т. 454. — С. 339-354.
3. ↑  Вялый М. Квантовые алгоритмы (Лекция 2) [Архівовано 26 квітня 2013 у Wayback Machine.].